# Josef Václav Myslbek
Josef Václav Myslbek (Praga, 1848 – 1922) è stato uno scultore ceco.
Docente all'accademia di Praga, fu autore del monumento equestre a San Venceslao a Praga, della tomba di un cardinale nel duomo della stessa città e delle decorazioni della Palmenhaus a Vienna.